# Citylogisztika
A citylogisztika a városmag, azaz a belváros szervezett áruellátásának, szabályozott tehergépjármű-forgalmának együttes megvalósítását jelenti.

## Tartalmi összetevők
A citylogisztika a városi áruszállítás összehangolását a kereskedő cégek között, továbbá a közös raktározási feladatok ellátását foglalja magában. Ez a konszolidált megoldás jól szolgálja a történelmi városrészek megóvását, illetve a környezeti terhelés csökkentését. A kisebb forgalom következtében kisebb a balesetveszély, csökken a tehergépjármű-forgalomnak a személygépkocsi-forgalomra gyakorolt lassító, akadályozó hatása. Mivel a magas és emelkedő telekárak, üzleti bérleti díjak miatt a belvárosi üzletek, áruházak esetében egyre kevesebb áru helyszíni raktározására nyílik lehetőség, a citylogisztikai központból viszonylag rövid idő alatt megoldható az üzletek megbízható, gyors áruutánpótlása. Az áruterítés mellett a citylogisztikai központba (CLK) visszatérő gépkocsikkal visszaszállíthatók az üres egységrakomány-képző eszközök, továbbá az üres és/vagy elhasznált csomagolóeszközök, hulladékok.

## A koncepció megalapozása
A városi/lokális közlekedéspolitika kialakítása a helyi önkormányzat hatásköre, de annak egyben a nemzeti közlekedéspolitika integráns részét kell képeznie. A lokális közlekedéspolitika általában a személyforgalom kielégítő megszervezésére koncentrál, de emellett fontos eleme kell hogy legyen a teherforgalom és az áruáramlatok lehető leghatékonyabb lebonyolításának a megvalósítása is. Ez ugyanis egybecseng a fenti hármas célkitűzéssel, amennyiben a jól kialakított lokális logisztikai lánc és a hozzá tartozó integrált, intermodális infrastruktúra a lakossági és a vállalati áruellátási igények minőségi, a városi személyforgalmat kevésbé zavaró kielégítésével:
- segíti a GDP meghatározó hányadát előállító városi és agglomerációs területek gazdasági fejlődését,
- javítja a városi területek megközelíthetőségét és azok közlekedési kapcsolatait,
- hozzájárul a teherforgalom környezetre és életminőségre gyakorolt káros hatásainak mérsékléséhez.

A városi áruellátási lánc megszervezésében, a fokozottan jelentkező zsúfoltsági és környezetvédelmi problémák feloldásában egyre fontosabb szereppel bírnak az intermodális szállítás és a logisztikai szolgáltatások elemeit ötvöző korszerű citylogisztikai eljárások, amelyek jól illeszkednek a lokális közlekedéspolitika nemzeti közlekedéspolitikával is harmonizáló eszközrendszerébe.
A termékek életciklusához igazodó szállítási szokások a logisztikai szolgáltatások sokféleségéhez vezetnek. A nagyobb tételben szállított és kevesebbszer raktározott tömegtermékek mellett előtérbe kerülnek a pontosabb továbbítást, s így köztes (biztonsági) tárolást igénylő árucikkek. Az áruáramlatok szinkronizált lebonyolításával, megfelelő szervezéssel érhető el, hogy e tendenciák ne vezessenek kezelhetetlenné váló forgalmi helyzetekhez a közutakon. Így az érintett magánvállalatok és a helyi önkormányzatok lokális áruforgalmi tervezésben való együttműködése a legfontosabb tényező a hatékony és egyúttal a környezeti standardoknak is megfelelő városi és regionális logisztikai rendszerek kialakítása szempontjából.